# کاشینگ (مینه‌سوتا)
کاشینگ (به انگلیسی: Cushing) یک منطقهٔ مسکونی در ایالات متحده آمریکا است که در مینه‌سوتا واقع شده‌است. کاشینگ ۳۸۵٫۸۸ متر بالاتر از سطح دریا واقع شده‌است.